# إنشلادة
إنشِلادة أو أنشيلادة هو طبق مكسيكي يتكون من ترتية الذرة ملفوفة حول حشوة ومغطاة بصلصة لذيذة. يمكن حشو الإنشلادة بمكونات مختلفة كاللحوم والأجبان والفاصوليا والبطاطس والخضار أو خلطات أخرى. تشمل صلصات الإنشلادة الصلصات التي تعتمد على الفلفل الحار (مثل الصلصة الحمراء أو مولي) أو التي تعتمد على حبوة المكسيك (مثل الصلصة الخضراء) أو الصلصات القائمة على الجبن (مثل الفلفل الحار مع الكسدو).

## التاريخ
نشأت الإنشلادة في المكسيك، حيث تعود ممارسة لف التُرتلَّة حول الأطعمة الأخرى إلى عصر الأزتِك على الأقل. كان الأشخاص الذين يعيشون في منطقة البحيرة في وادي المكسيك يأكلون تقليديًا تُرتلة الذرة المطوية أو الملفوفة حول الأسماك الصغيرة. قام برنال دياز القشتالي الذي كتب في زمن الغزاة الإسبان بتوثيق وليمة يستمتع بها الأوروبيون باستضافة إرنان كُوَرتِس في كويواكان، والتي تضمنت الأطعمة المقدمة في خبز التُرتلَّة.

## حشوات وإضافات ومزينات
تشمل الحشوات اللحوم (مثل اللحم البقري والدواجن والمأكولات البحرية) أو الجبن والبطاطا والخضار والفاصولياء والتوفو وأي مزيج منها. عادة ما تُزيَّن الإنشلادة بالجبن والقشدة الحامضة والخس والزيتون والبصل المفروم والفلفل الحار وشرائح الأبوكاة أو الكزبرة الطازجة.

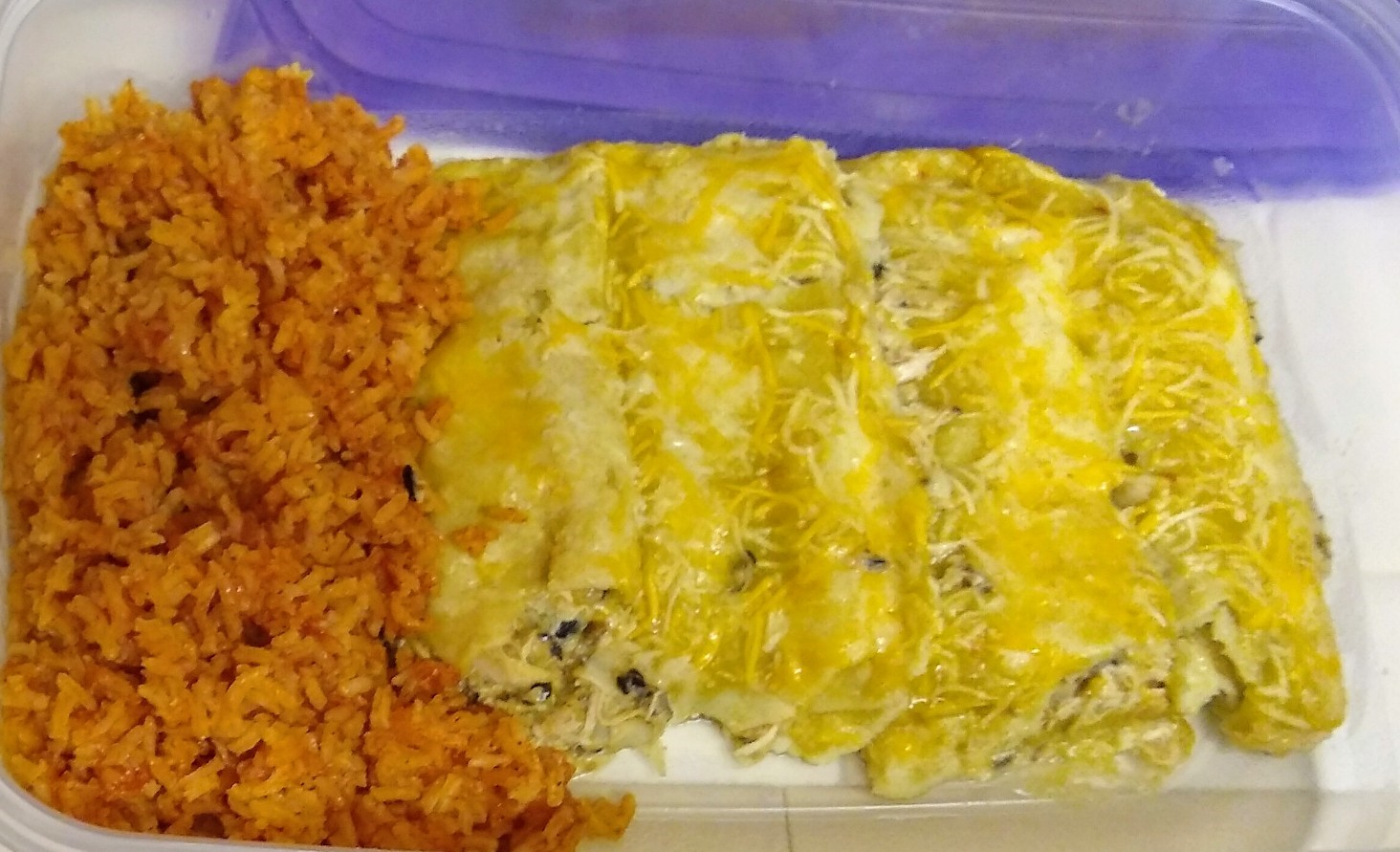
إنشلادة

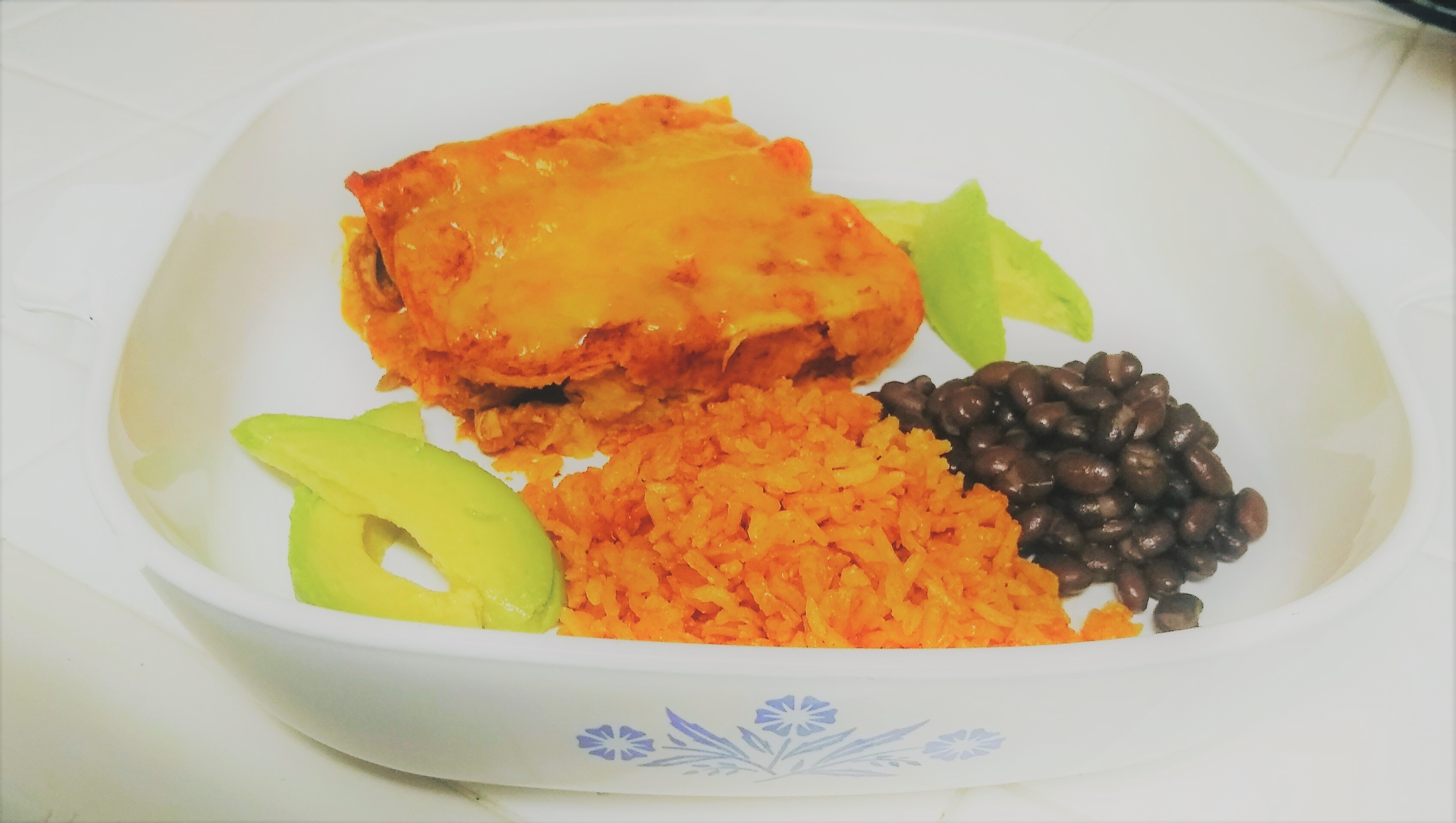
إنشلادة الدجاج مع الصلصة الحمراء والأرز الأحمر والفاصوليا السوداء والأبوكاة

## تنوعات إقليمية

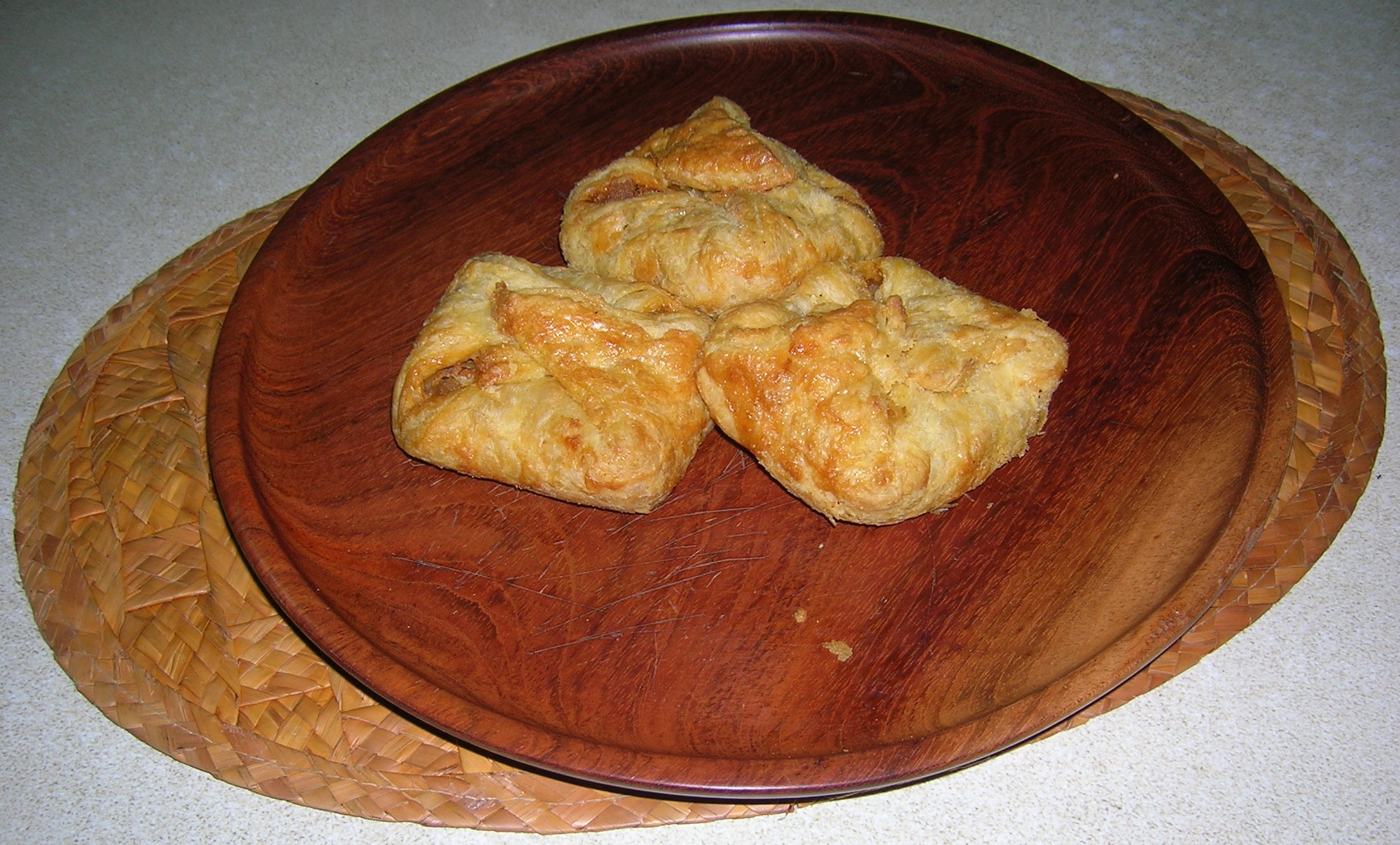
ثلاث إنشلادة من قرطاجنة في كُستَريكا
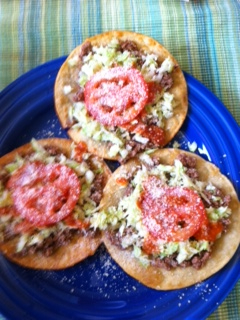
إنشلادة هندُراسية منزلية
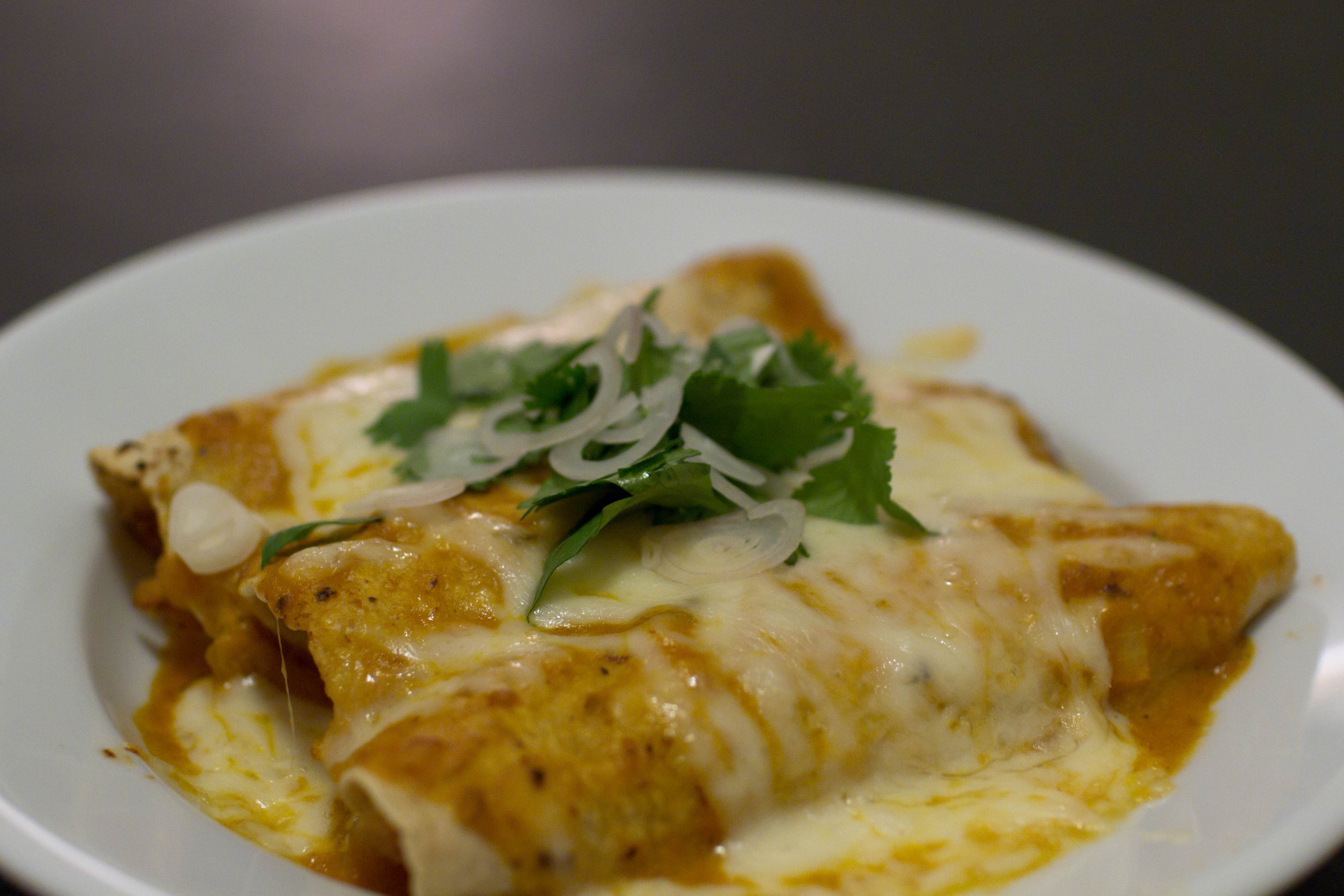

### كُستريكة
الإنشلادة في كستريكة معجنات صغيرة وحارة مصنوعة من العجينة المنتفخة ومليئة بمكعبات البطاطس المتبل مع نوع شائع من صلصة تَبَسكو أو غيرها من الصلصات المماثلة. تشمل الأشكال الأخرى حشوات مصنوعة من الدجاج الحار أو اللحم المفروم.

### هندُراس
يبدو طعم الإنشلادة وطعمه في هندراس مختلفين عن مثيله في المكسيك؛ إنها ليست ترتلة ذرة ملفوفة حول حشوة، ولكنها بدلاً من ذلك ترتلة مسطحة ومقلية وذرة مغطاة بلحم البقر المفروم وطبقة من السلطة (تتكون عادةً من شرائح الملفوف والطماطم) وصلصة الطماطم (غالبًا الكاتشب ممزوج بالزبدة والتوابل الأخرى مثل الكمون) والجبن المفتت أو المبشور. يشبهون إلى حد كبير ما يسميه الكثير من الناس بـ تُستادة.

### نِكرغوة
تختلف الإنشلادة في نِقرقوة عن غيرها في أمريكا الوسطى وتشبه تلك الموجودة في المكسيك؛ فهي مكونة من ترتلَّة ذرة محشوة بمزيج من اللحم المفروم والأرز مع الفلفل الحار، ثم تُلَّف وتُغطى بخليط البيض وتُقلى جيدًا. تُقدم عادة مع سلطة الملفوف والطماطم (إما سلطة مخلل أو في صلصة الكريمة والطماطم). يشبه الإنشلادة النقرقوي إمبنادة البلدان الأخرى.

### غُوَتِمالة
في غُوَاتِمالة، تبدو الإنشلادة مثل الإنشلادة الهندُراسية لكن الوصفة مختلفة. يبدأ هذا الوصفة بورقة الخس الطازج ثم طبقة من البيكادو دي كارني، والتي تشمل اللحم (لحم البقر المفروم أو الدجاج المبشور أو لحم الخنزير) والخضروات المقطعة (الجزر، البطاطس، البصل، الكرفس، الفاصوليا الخضراء، بازلاء، فلفل أحمر، ثوم، ورق الغار، متبل بالملح والفلفل الأسود). الطبقة التالية في الوصفة هي طبقة «الكورتيدو» التي تحتوي على المزيد من الخضار (الملفوف والبنجر والبصل والجزر). بعد ذلك تُوضَه قطعتين أو ثلاث قطع من البيض المسلوق إلى شرائح، ثم شرائح رقيقة من البصل الأبيض، وأخيراً القليل من الصلصة الحمراء الخفيفة. يعلو الطبق إما كيزو سيكو أو كيزو فيريسكو ومزين بالكزبرة.
 

## انطر أيضًا
- إمبنادة